# Doral Golf Resort & Spa
De Trump National Doral Miami, voorheen bekend als de Doral Golf Resort & Spa, is een golf- en hotelresort in de Verenigde Staten. Het resort werd opgericht in 1962 als de Doral Country Club en bevindt zich in Doral, Florida. Het resort beschikt over vijf 18-holes golfbanen.
De vijf golfbanen hebben een eigen naam: de "Blue Monster"-, de "Gold"-, de "Red", de "Great White"- en de "Mclean"-baan. Naast deze vijf golfbanen, zijn er ook 90 hotelkamers, een fitnesscentrum, een openluchtzwembad, zeven tennisbanen en meerdere feestzalen aanwezig op de resort.

## Geschiedenis
In 1959 begonnen Doris en Alfred Kaskel met de ontwikkeling van bijna 1000 hectare moerasgrond. Het werd de Doral Hotel & Country Club. In 1962 openden zij het hotel met drie golfbanen, de "Red Course", de "Blue Monster Course" en de par-3 baan. Ook organiseerden zij van 1982-2006 de Doral Open Invitational, waarvan de opbrengst naar het Amerikaanse Kanker Fonds ging. De Invitational telde mee voor de PGA Tour, en daarmee was dit het eerste PGA toernooi in Florida. De naam Doral is een samenvoegsel van DORis en ALfred.
In 1970 kwam er ook een tennisschool onder leiding van Arthur Ashe. Nadat de club in 1993 in andere handen was overgegaan, werd de naam in Doral Golf Resort & Spa veranderd. Raymond Floyd kreeg het verzoek de golfbanen te renoveren en uit te breiden. Doral werd in 2004 een Marriott Resort. In juni 2012 werd de resort gekocht door "Trump Hotel Collection", die een half jaar later toezegging deed dat het WGC - CA Kampioenschap er nog tien jaar gespeeld mag worden. Tevens werd de naam "Doral Golf Resort & Spa" vernoemd tot de Trump National Doral Miami.

## Golfbanen

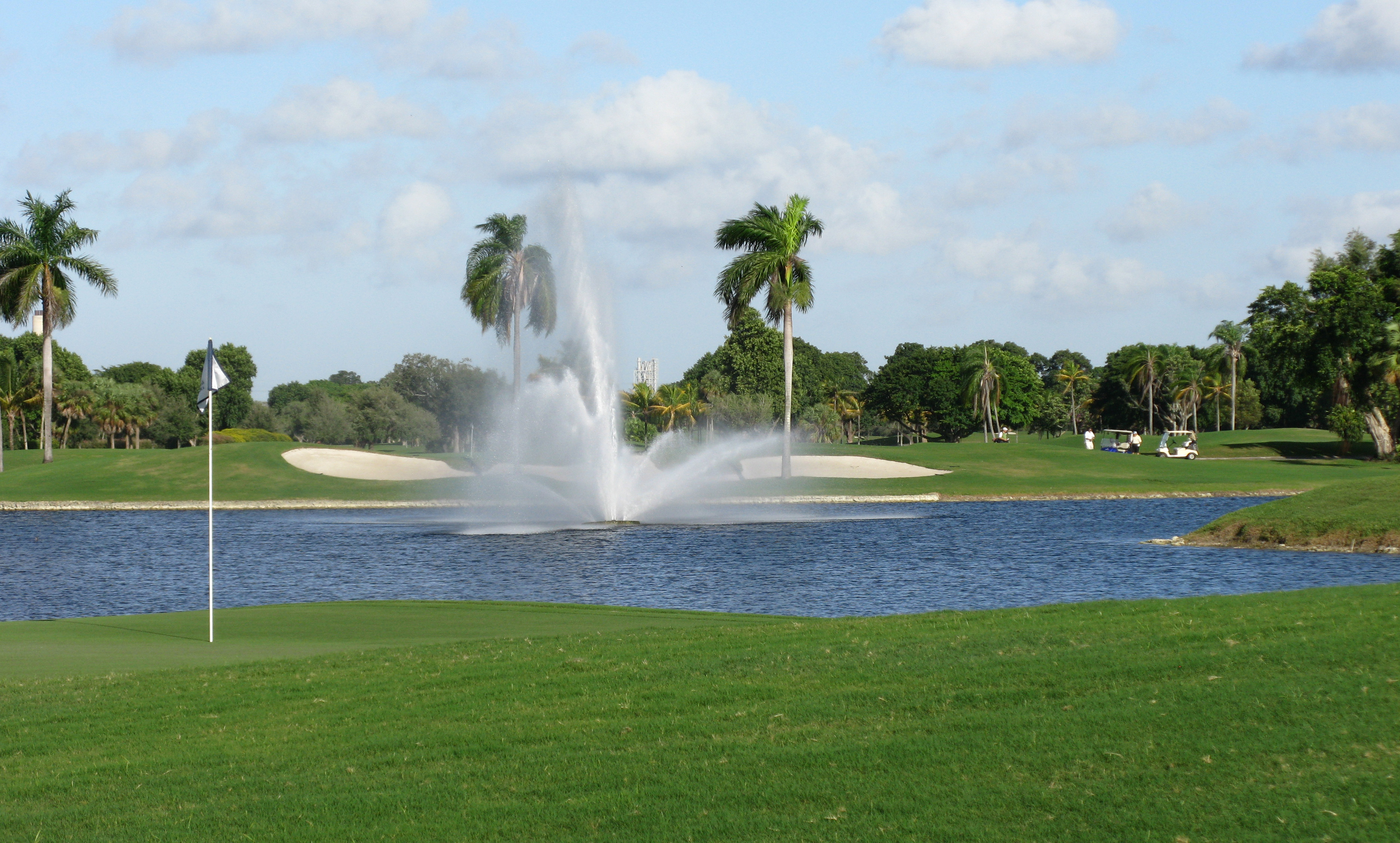
De "Blue Monster"-baan.

De informaties van de vijf golfbanen worden weergegeven in de onderstaande tabel:
| Baan          | Oprichting | Architect        | Par | Heren (geel) | Heren (geel) | Heren (geel) | Dames (rood) | Dames (rood) | Dames (rood) |
| Baan          | Oprichting | Architect        | Par | lengte (m)   | CR           | SR           | lengte (m)   | CR           | SR           |
| ------------- | ---------- | ---------------- | --- | ------------ | ------------ | ------------ | ------------ | ------------ | ------------ |
| Blue Monster1 | 1962       | Dick Wilson      | 72  | 6642         | 75,6         | 135          | 4930         | 71,3         | 126          |
| Red           | 1964       | Robert von Hagge | 70  | 5579         | 69,4         | 134          | 4598         | 69,0         | 127          |
| Gold          | 1967       | Robert von Hagge | 70  | 6043         | 72,2         | 135          | 4717         | 69,8         | 117          |
| McLean2       | 1986       | Jim McLean       | 71  | 6000         | 72,5         | 131          |              |              |              |
| Great White   | 2000       | Greg Norman      | 72  | 6557         | 74,5         | 134          | 4596         | 67,8         | 117          |

1 Sinds 2009 maakt de "Blue Monster"-baan deel uit van de Tournament Players Club en vernoemde de golfbaan tot de TPC Blue Monster at Doral.

2 De "McLean"-baan wordt alleen gebruikt voor de golfschool en is niet toegankelijk voor de dames.

## Golftoernooien
Voor het golftoernooi werd er altijd op de "Blue Monster"-baan gespeeld.
- WGC - CA Kampioenschap: 2007-heden